# Свети Нектарий (Нихор)
„Свети Нектарий“ (на гръцки: Ἱερός Ναός τοῦ Ἁγίου Νεκταρίου) е православна църква в сярското село Нихор, Егейска Македония, Гърция, енорийски храм на Сярската и Нигритска епархия на Вселенската патриаршия.
Основният камък на църквата е положен в центъра на селото на 22 февруари 1970 година и е осветена на 2 септември 1972 година от митрополит Константин Серски. В архитектурно отношение е кръстокуполна базилика.